# Candi Staton
Canzetta Maria Staton, detta Candi Staton (Hanceville, 13 marzo 1940), è una cantante statunitense dedita principalmente ai generi gospel, country, soul e R&B e in attività dall’inizio degli anni cinquanta, ovvero da quando era ancora una ragazzina.

## Biografia
In totale ha pubblicato sinora una trentina di album, il primo dei quali è I'm Just a Prisoner del 1969/1970. Il suo brano più noto è Young Hearts Run Free del 1976.
È stata inclusa, dal 2007, nel Christian Music Hall of Fame.
Ha inciso un disco in collaborazione con Bettye Swann dal titolo Tell it like it is della Stateside 
Candi Staton è stata sposata sei volte (in seconde nozze si era unita a Clarence Carter, per il quale ha fatto da corista).

## Discografia parziale

### Album
- 1969/70 - I'm Just a Prisoner
- 1971 - Stand by Your Man
- 1974 - Candi
- 1976 - Young Hearts Run Free
- 1977 - Music Speaks Louder Than Words
- 1978 - House of Love
- 1979 - Chance
- 1980 - Candi Staton
- 1982 - Suspicious Minds
- 1983 - Make Me an Instrument
- 1985 - The Anointing
- 1986 - Sing A Song
- 1988 - Love Lifted Me
- 1989 - Nightlites
- 1990 - Stand Up and Be a Witness
- 1991 - Standing on the Promises
- 1993 - I Give You Praise
- 1995 - It's Time
- 1995 - The Best of Candi Staton
- 1997 - Cover Me
- 1999 - Outside In
- 2000 - Here's a Blessing
- 2000 - Christmas in My Heart
- 2001 - Glorify
- 2002 - Proverbs 31 Woman
- 2006 - His Hands
- 2006 - The Ultimate Gospel Collection
- 2008 - I Will Sing My Praise to You
- 2009 - Who's Hurting Now?